# Tony Maylam
Tony Maylam (* 26. Mai 1943 in London) ist ein britischer Filmregisseur und Drehbuchautor, der durch Kinofilme wie Bei Nacht und Nebel, Brennende Rache oder Split Second international bekannt wurde.

## Leben und Karriere
Tony Maylam, geboren 1943 in London, wurde zu Beginn der 1970er Jahre zuerst als Dokumentarfilmer, unter anderem mit Sport- und Musikdokumentationen, später auch als Regisseur und Drehbuchautor für Spielfilme bekannt. Sein Leinwanddebüt als Regisseur für das Kino gab er 1979 mit der Literaturverfilmung des Romans Das Rätsel der Sandbank des irischen Schriftstellers Robert Erskine Childers. Der britische Film mit dem deutschen Verleihtitel Bei Nacht und Nebel war prominent besetzt mit den Schauspielern Michael York, Jenny Agutter und Simon MacCorkindale. Seine zweite Regiearbeit für das internationale Kino folgte 1981 mit dem von Harvey Weinstein produzierten Horrorthriller Brennende Rache mit Brian Matthews und Leah Ayres in den Hauptrollen.
Nach den beiden Fernsehfilmen Die Morde der Dorian Gray und Across the Lake in den 1980er Jahren folgte zu Beginn der 1990er Jahre der Actionfilm Split Second mit Rutger Hauer und Kim Cattrall. Im Jahre 2001 entstand unter seiner Regie der romantische Thriller Phoenix Blue mit Matt Bardock und Amanda Donohoe in den Hauptrollen. Nach einer Reihe von Videodokumentationen, drehte er 2008 schließlich das Independent-Actiondrama Journal of a Contract Killer. Der Film gewann den Grand Jury Prize beim New York International Independent Film & Video Festival in der Kategorie Best Feature Film.
Neben seiner Tätigkeit als Regisseur und Drehbuchautor arbeitete er zu Beginn seiner Karriere auch kurzzeitig als Produzent, unter anderem für die Musikdokumentation Genesis: In Concert.

## Auszeichnungen
- 1977: BAFTA-Awards-Nominierung in der Kategorie Flaherty Documentary Award für White Rock bei den British Academy Film Awards 1977
- 2008: Grand Jury Prize beim New York International Independent Film & Video Festival in der Kategorie Best Feature Film für Journal of a Contract Killer

## Filmografie (Auswahl)

### Als Regisseur
- 1972: Just to Prove It (Dokumentarfilm)
- 1972: Cup Glory (Dokumentarfilm)
- 1977: Genesis: In Concert (Dokumentarfilm)
- 1977: White Rock (Dokumentarfilm)
- 1979: Bei Nacht und Nebel (The Riddle of the Sands)
- 1981: Brennende Rache (The Burning)
- 1983: Die Morde der Dorian Gray (The Sins of Dorian Gray) (Fernsehfilm)
- 1987: Herausforderung Mexiko (Hero: The Official Film of the 1986 FIFA World Cup) (Dokumentarfilm)
- 1988: Across the Lake (Fernsehfilm)
- 1992: Split Second
- 2001: Phoenix Blue
- 2008: Journal of a Contract Killer

### Als Drehbuchautor
- 1972: Just to Prove It (Dokumentarfilm)
- 1972: Cup Glory (Dokumentarfilm)
- 1977: Genesis: In Concert (Dokumentarfilm)
- 1977: White Rock (Dokumentarfilm)
- 1979: Bei Nacht und Nebel (The Riddle of the Sands)
- 1981: Brennende Rache (The Burning)
- 1987: Herausforderung Mexiko (Hero: The Official Film of the 1986 FIFA World Cup) (Dokumentarfilm)
- 2001: Phoenix Blue
- 2008: Journal of a Contract Killer